# Kleine varkenskers
Kleine varkenskers (Coronopus didymus, synoniem: Lepidium didymum) is een onaangenaam ruikende, eenjarige, kruipende plant, die behoort tot de kruisbloemenfamilie (Brassicaceae). De soort is afkomstig uit Zuid-Amerika. De plant komt in heel Europa voor. De soort staat op de Nederlandse Rode lijst van planten als algemeen voorkomend en stabiel of toegenomen. Het aantal chromosomen is 2=32.
De plant wordt 8-40 cm hoog, heeft een penwortel en liggende tot half opgerichte behaarde stengels. De verspreid staande tot 4-5 cm lange en 2 cm brede veerdelige bladeren hebben slippen die vaak aan de voorzijde ingesneden zijn. Op ieder bladslip zit aan het uiteinde een haarachtig spitsje.
Kleine varkenskers bloeit van mei tot september met tot 2 mm grote, roomwitte tot groene bloempjes, waarvan de kroonbladeren priemvormig en iets korter dan de kelk zijn. De bloempjes zitten in een tot 4 cm lange tros. Naast de twee meeldraden zijn er vier staminodiën, die aan weerszijden van de meeldraden zitten. Tussen de meeldraden en de staminodiën zitten zeer kleine nectariën. De stempel is zittend.
De gladde hauwtjes zijn 1,5-2 mm lang, 3-4 mm breed en aan de top ingesneden. De vrucht bevat twee zaadjes.
Kleine varkenskers komt voor op open, voedselrijke grond en wordt beschouwd als onkruid als ze voorkomt in bouwland, tuinen en tussen bestrating.

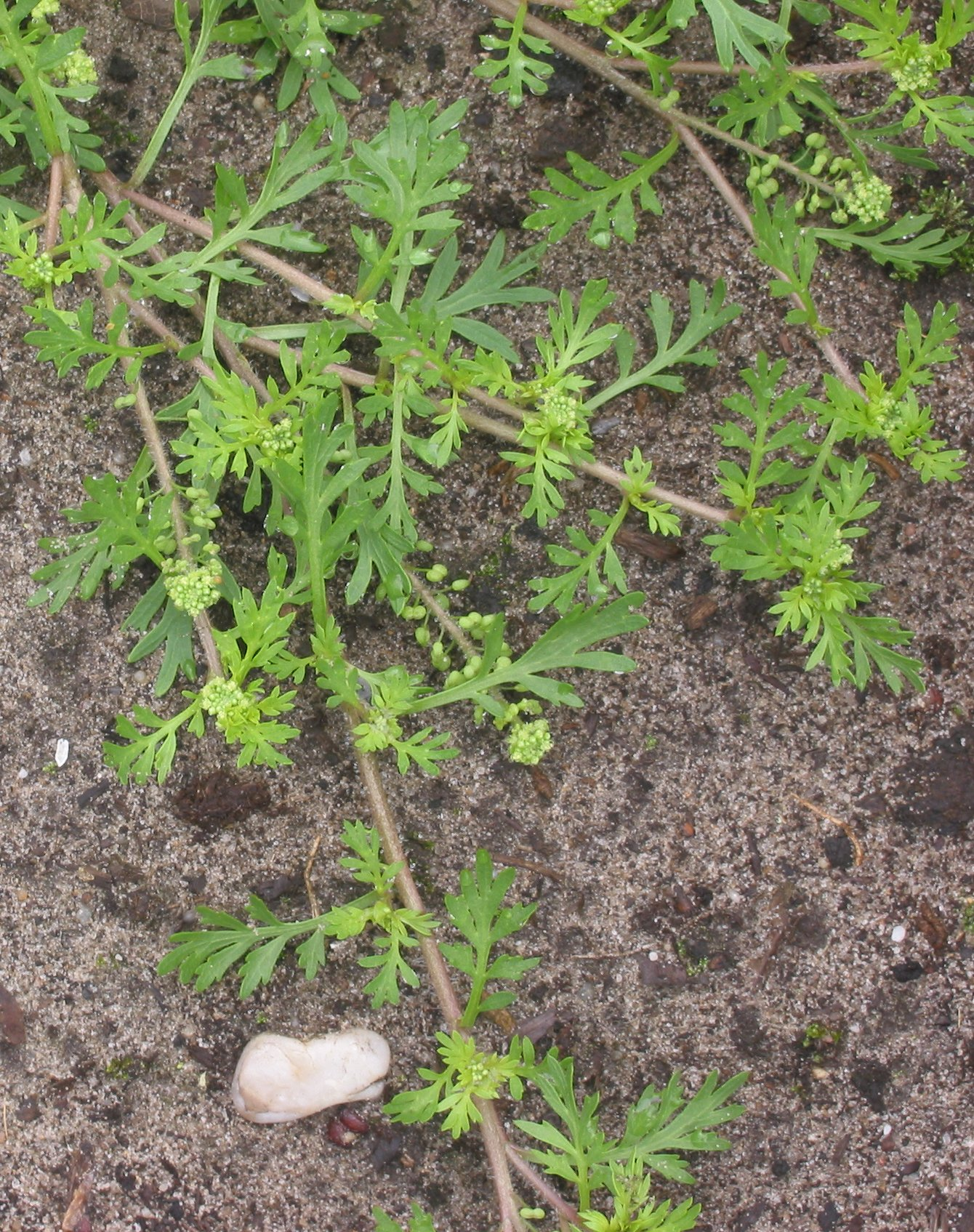
Deel plant
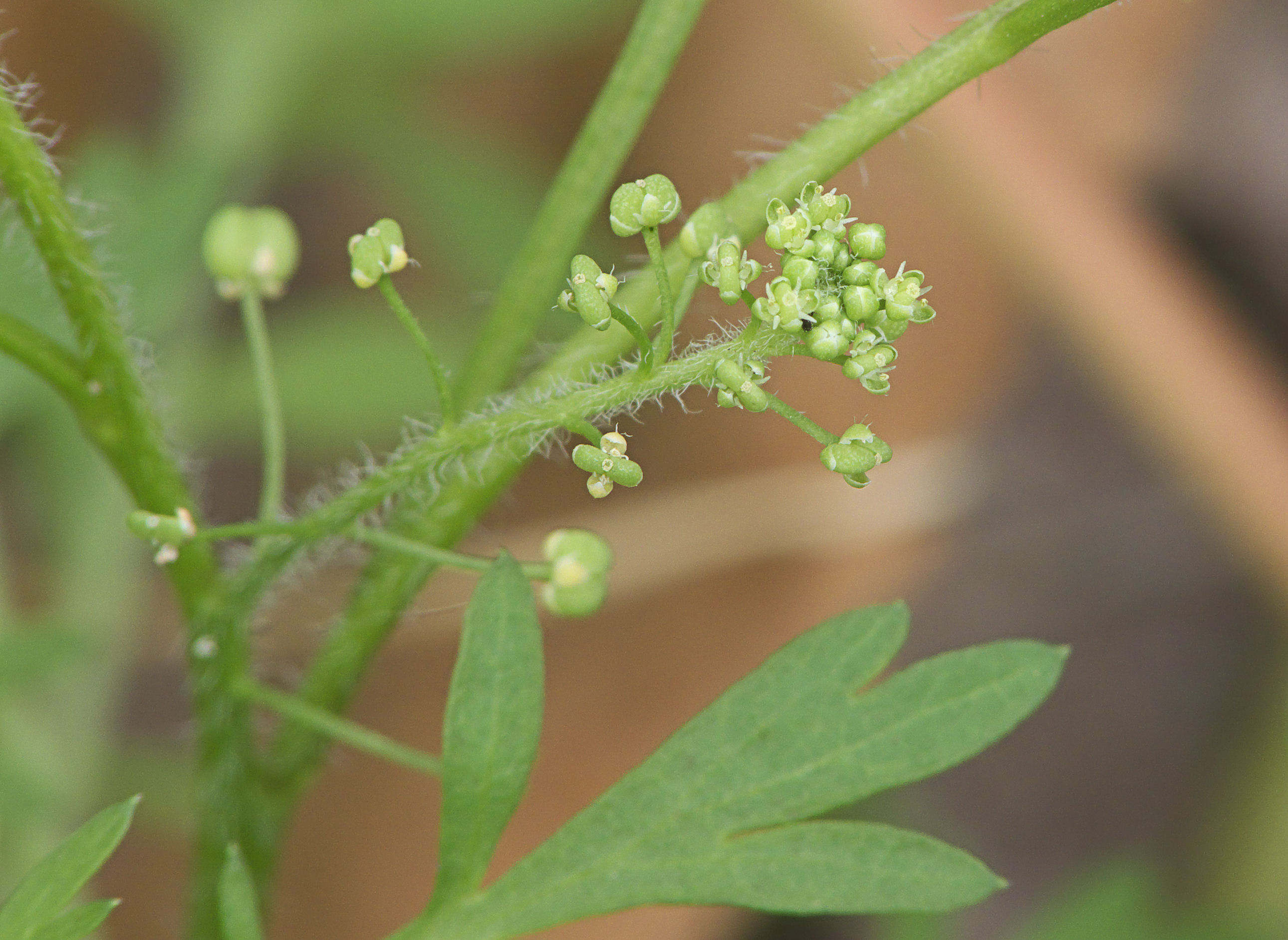
Bloeiwijze
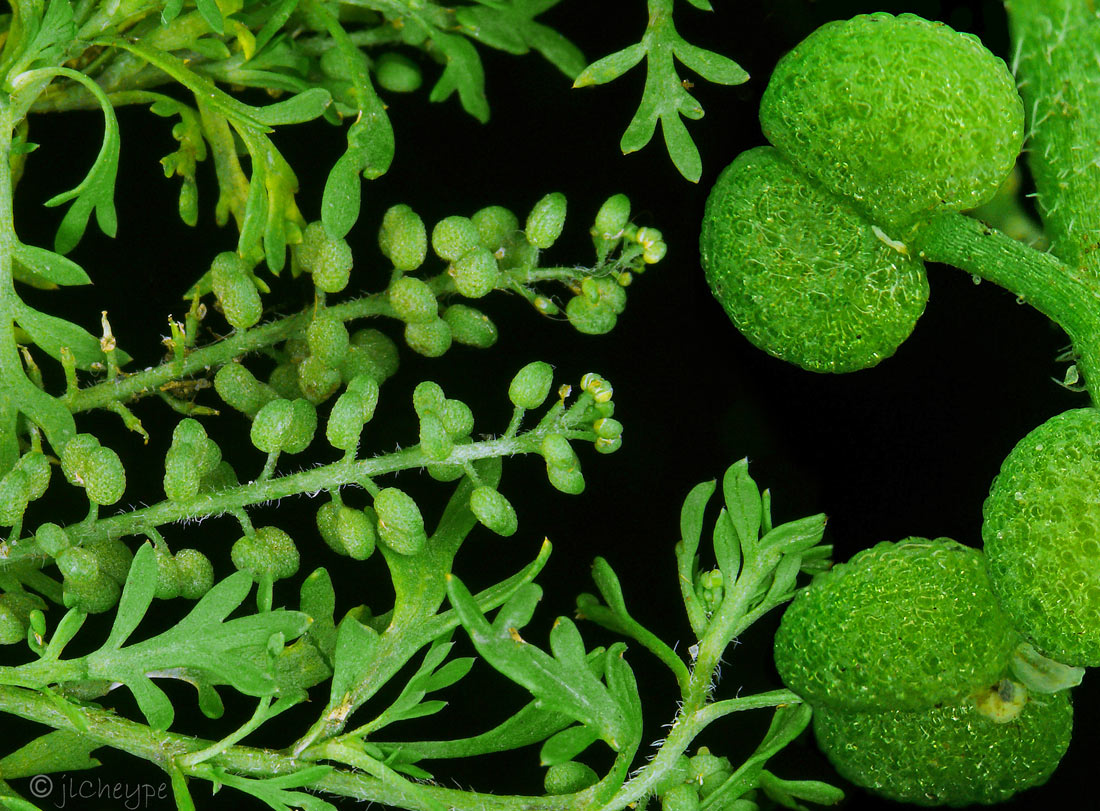
Vruchten

## Namen in andere talen
De namen in andere talen kunnen vaak eenvoudig worden opgezocht met de interwiki-links.
- Duits: Zweiknotiger Krähenfuss
- Engels: Lesser swine-cress
- Frans: Corne de cerf didyme